# Le siège de Corinthe

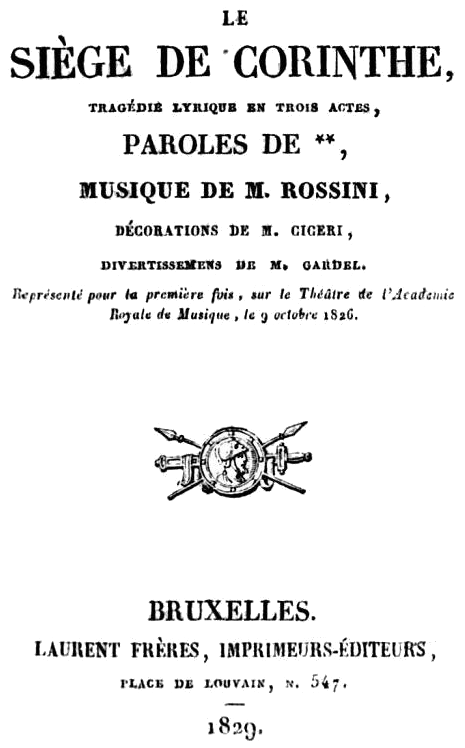
Librettots titelsida, Bryssel 1829.

Le siège de Corinthe (Korinths belägring) är en opera (tragédie lyrique) i tre akter med musik av Gioacchino Rossini och libretto av Luigi Balocchi och Alexandre Soumet, efter Cesare della Valles libretto till Rossinis Maometto II (1820).

## Historia
Den 3 december 1820 uruppfördes Rossinis opera Maometto II på Teatro San Carlo i Neapel. Det blev ingen succé varken i Neapel eller i Venedig där Rossini 1832 gjorde försök med en ny version som hade ett lyckligt slut, och vars musik var hämtad från La donna del lago. Möjligen var det därför som Rossini 1826 i Paris beslöt sig för att återanvända stora delar av musiken för sin nya opera Le siège de Corinthe. Även librettot är en bearbetning av den förra operan. Medan librettisten Soumet förhöll sig självständig i det nya librettot, övertog Balocchi stora delar av den italienska texten och anpassade den bara till musiken. Totalt sett är omändringarna så stora att man med Le siège de Corinthe kan tala om en helt ny opera.
Det grekiska frihetskriget (1821-29) var ett populärt politiskt tema på 1820-talet. Redan den 3 april 1826 hade Rossini givit en välgörenhetskonsert för grekernas räkning. Nu anpassade han och librettisterna operans historiska bakgrund på motsvarande sätt - i Maometto II utspelade sig handlingen fortfarande i den venetianska provinsen Negropont. Den nya operan utökades till tre akter och rollernas antal blev flera. Handlingen stramades åt och tempot höjdes. Körer, ensembler och orkester gavs större vikt. Kärlekshistoriens betydelse fick ge vika för den historiska handlingen. Det enda större musikavsnitt som Rossini nykomponerade var finalen till akt II med hymnen "Divin prophète". 
Le siège de Corinthe var Rossinis första franska opera. Innan hade han komponerat Il viaggio a Reims för Paris räkning, men den var på italienska. Operan hade premiär den 9 oktober 1826 på Parisoperan och blev en stor succé där inte minst slutscenen med den brinnande staden Korinth grep publiken starkt. Efter varje akt utbröt stormande applåder och efter föreställningen ropades Rossini fram i mer än 30 minuter. Efter påföljande föreställning samlades en skara musiker nedanför hans fönster där de framförde finalen till akt II. Operan popularitet höll i sig länge och återfanns på repertoaren fram till 1844. den 24 februari 1839 spelades den 100:e föreställningen. 
Redan 1827 spelades operan på tyska i Frankfurt am Main, Bryssel, Mainz och Rom (konsertant). Samma år översattes den till italienska och spelades i Barcelona. Det första framförandet i Italien skedde 1828 i Parma. Därefter spelades den i Wien 1831, i New York 1833 och i London 1834. 1828 gjordes en ny italiensk version med titeln L'assedio di Corinto i Genua för vilken Gaetano Donizetti skrev en cabaletta som fogades in i Pamiras/Maomettos duett i akt II.

## Personer
- Cléomène, guvernör av Korinth (tenor)
- Pamira, hans dotter (sopran)
- Néoclès, en ung grekisk officer (tenor)
- Mahomet II (Maometto II) (bas)
- Adraste (tenor)
- Hiéros (bas)
- Ismène (mezzosopran)
- Omar (tenor)

## Handling
Operan är samstämmig med Maometto II vad gäller plats, tid, rollnamn och viss del av handlingen vad gäller turkarnas seger över grekerna vid Korinth år 1459.
Akt I

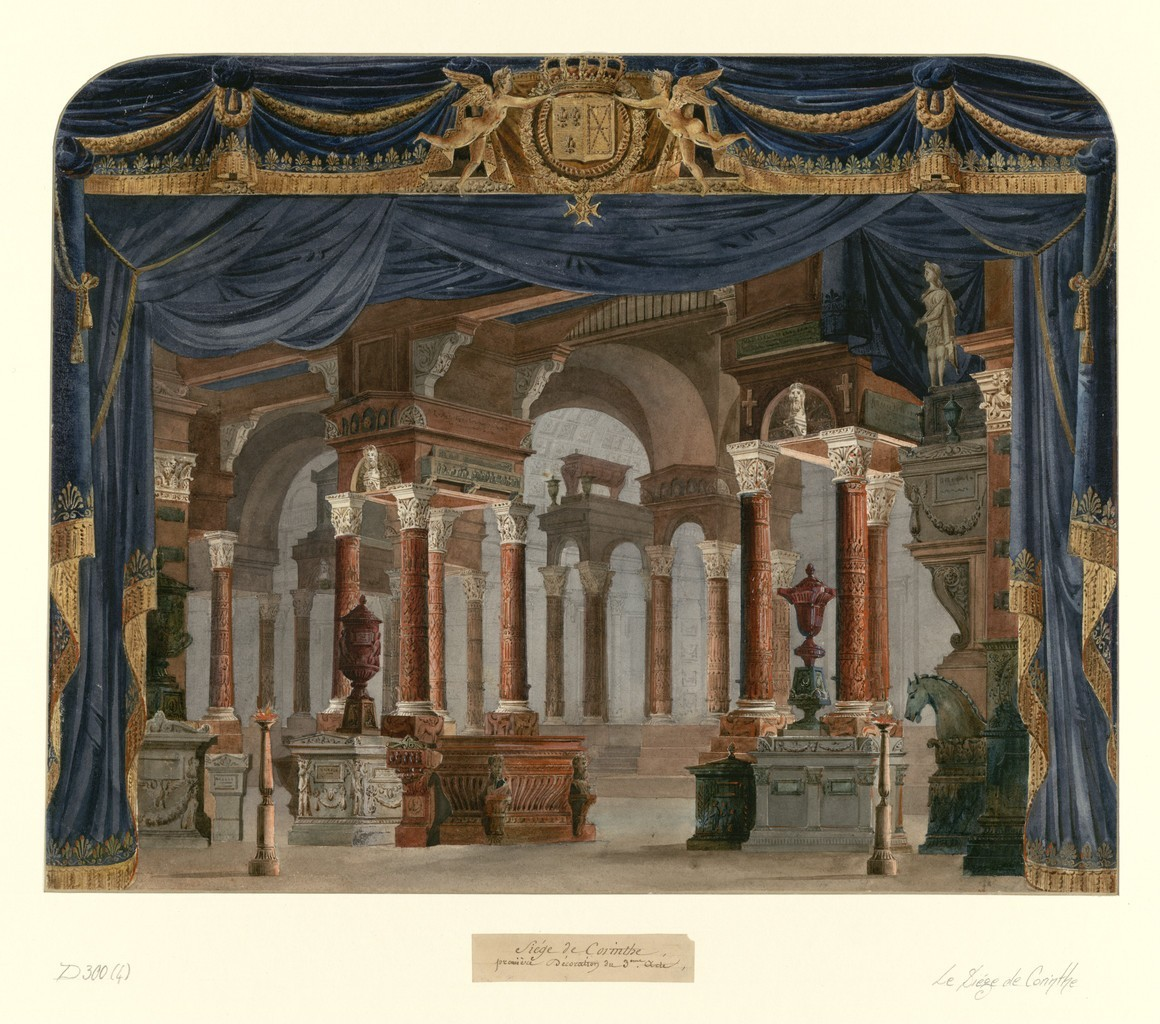
Samtida teckning föreställande akt III.

Clémène har lovat bort sin dotter Pamira till den unge officeren Néoclès. Men Pamira är förälskad i en man som heter Almanzor. När turkarna intar staden anförtror Mahomet II för sin vän Omar att han inte kan glömma den grekiska flicka han mötte när han reste under namnet Almanzor. 
Akt II
Pamira väntar i Mahomets tält på bröllopet. Hennes förtrogna väninna Ismène anländer med de andra kvinnorna för att hylla henne. Néoclès försöker hindra bröllopet. Grekernas anfallssignal avbryter bröllopet. Pamira lämnar festen tillsammans med Néoclès. Hon svär på att hon vill dö med sina landsmän.
Akt III
Néoclès för Pamira till hennes fader nere i katakomberna där grekerna har tillförskansat sig för ett sista försvar. När de segerrika turkarna bryter sig in begår Pamira självmord. Eldsflammor slukar staden. Grekerna har satt eld på sin stad för att endast lämna ruiner till fienden.

## Musiken
Orkestern består av:
- Träblås: två flöjter (två piccolaflöjter), två oboer, två klarinetter, två fagotter
- Bleckblås: fyra valthorn, två trumpeter, tre tromboner, ofikleid
- Slagverk: pukor, bastrumma, cymbal, triangel, tamtam
- Två harpor
- Stråkar
- Scenmusik: blåsarensemble med flöjt, två klarinetter, fagott, två horn och två harpor

Operan innehåller följande musiknummer:
- Ouvertyr

Akt I
- Nr. 1. Introduktion (Cléomène, Néoclès, Hiéros, Adraste, kör): "Ta noble voix seigneur" (Scen 1) 
  - Recitativ: "Vaillants guerriers" (Scen 1)
  - Recitativ: "La Grèce est libre encore" (Scen 2)
- Nr. 2. Scen: "Ta fille m'est promise" (Scen 2–3) 
  - Trio (Néoclès, Cléomène, Pamyra, kör): "Disgrâce horrible!" (Scen 3–4)
- Nr. 3. Marsch (Scen 5) 
  - Kör: "La flamme rapide" (Scen 5)
- Nr. 4. Recitativ: "Qu'à ma voix" (Scen 6) 
  - Aria (Mahomet, kör): "Chef d'un peuple indomptable" (Scen 6)
- Nr. 5. Scen och final I: "Nous avons triomphé" (Scen 7–9) 
  - "Ah! l'amant qui m'enchaîne" (Scen 9)

Akt II
- Nr. 6. Recitativ: "Que vais-je devenir?" (Scen 1) 
  - Aria (Pamyra, kör): "Du séjour de la lumière" (Scen 1)
- Nr. 7. Scen: "Rassure-toi" (Scen 2) 
  - Duett (Mahomet, Pamyra): "Que vois-je" (Scen 2)
  - Kör: "La fête d'Hyménée" (Scen 3)
  - Recitativ (Mahomet): "Triomphe Pamyra" (Scen 3)
- Nr. 8. Ballad (Ismène, kör): "L'hymen lui donne une couronne" (Scen 3)
  - 1er Air de danse
  - 2ème Air de danse
- Nr. 9. Hymn (kör): "Divin prophète" (Scen 3) 
  - Recitativ: "Quel bruit se fait entendre?" (Scen 3–4)
- Nr. 10. Final II: "Il est son frère" (Scen 4) 
  - "Corinthe nous défie" (Scen 5)

Akt III
- Nr. 11. Recitativ: "Avançons" (Scen 1–3) 
  - Prière/Bön (kör): "O toi que je révère" (Scen 3)
- Nr. 12. Aria (Néoclès): "Grand Dieu, faut-il qu'un peuple" (Scen 3)
- Nr. 13. Scen: "Cher Cléomène" (Scen 4–5) 
  - Trio (Néoclès, Cléomène, Pamyra): "Céleste providence" (Scen 5)
- Nr. 14. Recitativ: "Je viens de parcourir" (Scen 6) 
  - Scen: "Fermez-vous tous vos cœurs" (Scen 6)
  - Kör: "Répondons à ce cri de victoire" (Scen 6)
- Nr. 15. Recitativ (Pamyra): "L'heure fatale approche" (Scen 7) 
  - Prière/Bön (kör): "Juste ciel!" (Scen 7)
- Nr. 16. Final III: "Mais quels accents se font entendre" (Scen 7–9)

I motsats till Maometto II har Le siège de Corinthe en ouvertyr. Operan börjar med en religiös marsch ("marcia religiosa") från oratoriet Atalia av Giovanni Simone Mayr, som Rossini kände från Neapel. Ouvertyren innehåller vidare citat från Rossinis egna verk såsom Messa di Gloria. De 28 första takterna sammanfaller med allegro vivace från ouvertyren till Bianca e Falliero.